# 溝部惟幾
溝部 惟幾（みぞべ いいく、1857年（安政4年8月） - 1903年（明治36年）10月24日）は、日本の内務官僚。官選栃木県知事。

## 経歴
長門国阿武郡萩江向村（現山口県萩市）で、長州藩士の家に生まれる。慶應義塾で学んだ。
1883年7月、静岡県立静岡中学校一等教諭兼県立静岡師範学校一等教諭に就任し、1884年3月まで務めた。
1885年6月、内務省に入省し、内務省御用掛・総務局第三部翻訳課勤務となる。1886年3月、内務属に任官。同年11月、島根県書記官に就任。以後、同県第二部長、福井県書記官・内務部長などを歴任。
1899年1月、栃木県知事に就任。同年、廃娼論者の多い県会の反対を押し切り、遊廓を拡大する内容の「遊廓設置規則」を内務大臣の訓令を受けて公布した。1902年9月、大暴風の救済に尽力。同年12月、教科書疑獄事件に連座した容疑で逮捕され、同月30日、知事を休職となる。重禁固四カ月の求刑中に病のため獄中で死去した。

## 栄典
- 1901年（明治34年）6月27日 - 勲四等瑞宝章[8]